# Fashion House
La Maison Gianni (Fashion House) est un feuilleton télévisé américain en 65 épisodes de 42 minutes créé par Colet Abedi et diffusé entre le 5 septembre 2006 et le 5 décembre 2006 sur le réseau MyNetworkTV.
En Suisse, le feuilleton a été diffusé en 2008-2009 sur TSR1. Au Québec, entre 2011 et 2013 sur la chaîne Mlle. Néanmoins, il reste inédit dans les autres pays francophones.

## Synopsis
Maria Gianni dirige son entreprise de mode d’une main de fer. De ses employés à sa famille, personne n’échappe à sa rage. Mais un triangle amoureux va faire basculer sa vie dans le doute, le chantage et le désespoir...

## Distribution
- Bo Derek (V. F. : Monique Nevers) : Maria Gianni
- Morgan Fairchild (V. F. : Céline Monsarrat) : Sophia Blakely
- Natalie Martinez (V. F. : Laurence Sacquet) : Michelle Miller
- Taylor Kinney (V. F. : Yann Pichon) : Luke Gianni
- Joel Berti (V. F. : Régis Reuilhac) : William Chandler
- Robert Buckley (V. F. : Marc Benjamin) : Michael Bauer
- Nicole Pulliam (V. F. : Fatiha Chriette) : Nikki Clark
- Mike Begovich (V. F. : Olivier Cordina) : Lance Miller
- James Black (V. F. : Sidney Kotto) : Rodney Griffith
- Tippi Hedren (V. F. : Maria Tamar) : Doris Thompson
- Donna Feldman (V. F. : Céline Melloul) : Gloria
- Tony Tripoli (V. F. : Pierre Val) : Hans
- Garrett Swan (V. F. : Laurent Jacquet) : Harold

## Épisodes
1. La maison Gianni
2. Impardonnable
3. Secrets et mensonges
4. Promesses brisées
5. Le nouveau styliste
6. Une rose pour Michelle
7. Affaires de cœur
8. La surprise
9. Le piège se referme
10. Contrats en tous genres
11. Secrets et cadeaux
12. Les fiançailles
13. Le portrait
14. Espoirs et tromperies
15. Politiquement incorrect
16. L'instinct maternel
17. Folies à New York
18. Le dîner souvenir
19. Tourner la page
20. L'engrenage
21. La répétition
22. Voulez-vous prendre pour épouse
23. Après la cérémonie
24. L’heure de la vérité
25. Les liens du sang
26. Révélations
27. Enfoncer le clou
28. Trop c’est trop
29. L’apothéose
30. Retournement de situation
31. Le coup de grâce
32. La trahison de Julianna
33. Blessure et confusion
34. La chute de Tania
35. Quand le destin frappe
36. Esclandre au vernissage
37. Michelle et Luke
38. La femme à abattre
39. Après l’attentat
40. La crise cardiaque
41. Une deuxième chance
42. L’avenir est sombre
43. La parjure
44. La vérité et ses conséquences
45. Sabotage
46. La corde raide
47. L’histoire de Maria
48. La croisée des chemins
49. Manipulations
50. Maria va très bien
51. Entourloupés
52. En sécurité
53. La chute
54. Le point de rupture
55. Trahison
56. La corde au cou
57. Le chant du cygne
58. Qui a tiré sur Maria
59. La cérémonie
60. Le grand ménage
61. Un nouveau départ